# 赵永平 (1963年)
赵永平（1963年2月—），云南玉溪人，汉族，中国共产党党员。中华人民共和国政治人物、第十三届全国人民代表大会云南省代表。

## 生平
2018年，赵永平被选为云南省出席第十三届全国人民代表大会代表。